# Río Negro (vattendrag i Chile, Región Metropolitana de Santiago)
Río Negro är ett vattendrag  i Chile.   Det ligger i regionen Región Metropolitana de Santiago, i den södra delen av landet, 90 km sydost om huvudstaden Santiago de Chile.
Omgivningen kring Río Negro är ofruktbar med liten eller ingen växtlighet. Runt Río Negro är det mycket glesbefolkat, med 2 invånare per kvadratkilometer.